# Gmina Kuźnia Raciborska
Die Gmina Kuźnia Raciborska [ˈkuʑɲa ratɕiˈbɔrska] ist eine Stadt-und-Land-Gemeinde im Powiat Raciborski der Woiwodschaft Schlesien in Polen. Ihr Sitz ist die gleichnamige Stadt (deutsch Ratiborhammer) mit etwa 5350 Einwohnern.

## Geografie
Die Gemeinde liegt im Westen der Woiwodschaft und grenzt an die Woiwodschaft Opole. Die Kreisstadt Racibórz (Ratibor) liegt zehn Kilometer südwestlich. Nachbargemeinden sind Pilchowice und Sośnicowice/Kieferstädtel im Osten, Rybnik sowie Nędza im Süden, Rudnik im Südwesten und in der Woiwodschaft Opole die Gemeinden Cisek/Czissek im Westen und Bierawa/Birawa im Norden.
Die Oder bildet die westliche Grenze der Gemeinde. Die Ruda (Raude) fließt durch den Hauptort. Das Gebiet gehört zur historischen Region Oberschlesien. Der Landschaftspark „Park Krajobrazowy Cysterskie Kompozycje Rud Wielkich“ ist nach der ehemaligen Zisterzienserabtei Groß Rauden benannt. Landschaftstypisch sind sandige Böden und Nadelwälder.

## Geschichte
Die Landgemeinde Kuźnia Raciborska (zuerst Gmina Raciborska Kuźnia) wurde 1954 in Gromadas aufgelöst. Zwei Jahre später erhielt Kuźnia Raciborska den Status einer Osiedle und zum 1. Januar 1967 die Stadtrechte. Im Jahr 1975 kam das Gebiet von der Woiwodschaft Opole alten Zuschnitts zur Woiwodschaft Katowice, der Powiat wurde aufgelöst. Die 1973 zusätzlich gebildete Landgemeinde fusionierte 1977 mit der Gmina Rudy und wurde 1990/1991 mit der Stadtgemeinde zur Stadt-und-Land-Gemeinde vereinigt. Zum 1. Januar 1999 kam sie zur Woiwodschaft Schlesien und wieder zum Powiat Raciborski.

## Gemeinde
Die Stadt-und-Land-Gemeinde Kuźnia Raciborska besteht aus der Stadt (Stara Kuźnia und Osiedle Nr. 1) selbst und sieben Dörfern mit einem Schulzenamt (sołectwo):
- Budziska (Budzisk; 1936–1945 Bachweiler)
- Jankowice (Jankowitz-Rauden; 1936–1945 Rodenbach)
- Ruda (Ruda; 1936–1945 Rudweiler)
- Ruda Kozielska (Klein Rauden)
- Rudy (Wielkie/Raciborskie) (Groß Rauden)
- Siedliska (Siedlisk; 1936–1945 Siedel bzw. Kolonie Wellendorf)
- Turze (Wellendorf; bis 1911 Thurze)

Ein Weiler ist Wildek.

## Verkehr
Die Woiwodschaftsstraße DW919 führt von Kieferstädtel in die Kreisstadt Racibórz. Die DW920 führt von Rudy nach Rybnik, die DW921 von Rudy nach Zabrze (Hindenburg). Weitere Straßen sind die DW922 und die DW425.
Der Bahnhof Kuźnia Raciborska liegt an der Bahnstrecke Opole–Racibórz. Bei Turze besteht eine Abzweigstelle an der Verbindungskurve nach Nędza Wies.
Der Nächste internationale Flughafen ist Katowice.